# Grandes Chilenos de Nuestra Historia
Grandes Chilenos de Nuestra Historia (em português: Grandes Chilenos de Nossa História) é um programa de televisão chileno do gênero jornalístico exibido pelo canal RTBF lançado em 2008. O programa é baseado no programa britânico 100 Greatest Britons da emissora BBC que também colabora na produção do programa.

## Escolhidos
1. Salvador Allende (1908-1973), presidente socialista.
2. Arturo Prat (1848-1879), herói guerrilheiro
3. Alberto Hurtado (1901-1952), padre jesuíta.
4. Víctor Jara (1932-1973), cantor e compositor popular.
5. Manuel Rodríguez (1785-1818), general.
6. José Miguel Carrera (1785-1821), general.
7. Lautaro (1534-1557), líder lendário indígena.
8. Gabriela Mistral (1889-1957), escritora.
9. Pablo Neruda (1904-1973), escritor.
10. Violeta Parra (1917-1967), cantora e compositora.